# شینوبو ایشیهارا
شینوبو ایشیهارا (انگلیسی: Shinobu Ishihara; ۲۵ سپتامبر ۱۸۷۹ – ۳ ژانویهٔ ۱۹۶۳) نظامی و دانشمند در زمینه چشم‌پزشکی اهل ژاپن بود. وی همچنین برندهٔ جوایزی همچون شخص افتخار فرهنگ شده‌است.